# 呉氏我那覇殿内
呉氏 我那覇殿内（ごうじ がなはどぅんち）は、唐名・呉弘肇、泊里主宗重を元祖とする琉球士族（那覇士族）。里之子筋目。四世・我那覇親方宗昌以後、歴代当主は豊見城間切（現・豊見城市）我那覇村の脇地頭職を務めた。

## 概要
呉姓。元祖宗重は泊村の住人、尚徳王の喜界島征伐の際の功で泊地頭となる。始め泊に居を構えていたが、五世宗廣の時、上意により首里に邸宅を構える。後に那覇に移動し、最終的には那覇士族となった。

## 系譜
- 一世：呉弘肇・泊里主宗重
- 二世：呉起良・花城親方宗義（正徳帝登極を祝う慶賀使・王舅）

　兄（長男）：保栄茂親方宗友（別有家譜）
- 三世：呉寧宗・安次峯親雲上宗恒

　姉（長女）：思戸金按司（尚維衡夫人）
- 四世：呉天澤・我那覇親方宗昌

　兄（長男）：呉国承・座間味親方宗時（別有家譜）
- 五世：呉國卿・幸地親方宗廣（三司官座敷）
- 六世：呉郡尹・我那覇親雲上宗知

　姉（長女）：乙美金（1631年尚豊王夫人・真南風按司）
　弟（次男）：呉明倫・幸地親雲上宗冨（継出・姉の跡目）
- 七世：呉文顯・我那覇親雲上宗信
- 八世：呉秉均・我那覇親雲上宗相（牛氏より養子）
- 九世：呉永配・我那覇里之子宗庸

　弟（三男）：呉永煕・我那覇里之子親雲上宗利（別有家譜）
- 十世：呉鴻謀・我那覇親雲上宗孝
- 十一世：呉継志・我那覇親雲上宗總
- 十二世：呉篤學・我那覇親雲上宗昆（元名乗保恭）
- 十三世：呉得功・我那覇親雲上宗儀（元名乗保綱）